# Saint-Jean-de-Liversay
 Saint-Jean-de-Liversay  es una población y comuna francesa, situada en la región de Poitou-Charentes, departamento de Charente Marítimo, en el distrito de La Rochelle y cantón de Courçon.

## Demografía
| 1377 | 1300 | 1424 | 1508 | 1627 | 1697 |
| Para los censos de 1962 a 1999 la población legal corresponde a la población sin duplicidades (Fuente: INSEE [Consultar]) |      |      |      |      |      |